# Dębno Las
Dębno Las – nieczynna wąskotorowa stacja kolejowa w Dębnie, w gminie Raków, w powiecie kieleckim, w województwie świętokrzyskim, w Polsce.